# Segunda intervención francesa en México
La segunda intervención francesa en México o segunda guerra franco-mexicana (1861-1867) fue una invasión militar de la Segunda República Federal de México por parte del Segundo Imperio francés de Napoleón III, supuestamente para forzar el cobro de las deudas mexicanas junto con Gran Bretaña y España. Los conservadores mexicanos apoyaron la invasión, ya que habían sido derrotados por el gobierno liberal de Benito Juárez en una guerra civil de tres años.
Derrotados en el campo de batalla, los conservadores buscaron la ayuda de Francia para lograr un cambio de régimen y establecer una monarquía en México, un plan que encajaba con los planes de Napoleón III de restablecer la presencia del Imperio francés en América. Aunque la invasión francesa desplazó al gobierno republicano de Juárez de la capital mexicana y se estableció la monarquía del archiduque Maximiliano, el Segundo Imperio Mexicano colapsó en unos pocos años. La ayuda material de los Estados Unidos, cuya guerra civil de cuatro años terminó en 1865, vigorizó la lucha republicana contra el régimen de Maximiliano, y la decisión de 1866 de Napoleón III de retirar el apoyo militar al régimen de Maximiliano aceleró la caída de la monarquía.
La intervención se produjo cuando una guerra civil, la guerra de Reforma, acababa de concluir, y la intervención permitió que la oposición conservadora contra las reformas sociales y económicas liberales del presidente Juárez retomara su causa una vez más. La Iglesia católica, los conservadores, gran parte de la clase alta y la nobleza mexicana, y algunas comunidades indígenas invitaron, dieron la bienvenida y colaboraron con el imperio francés para instalar a Maximiliano como emperador de México. Sin embargo, el propio emperador demostró ser de inclinación liberal y continuó algunas de las medidas más notables del gobierno de Juárez. Algunos generales liberales desertaron al imperio, incluido el poderoso gobernador norteño Santiago Vidaurri, que había luchado del lado de Juárez durante la guerra de Reforma.
El ejército francés desembarcó en 1861, con el objetivo de tomar rápidamente la capital, Ciudad de México, pero las fuerzas republicanas mexicanas los derrotaron en la Batalla de Puebla el 5 de mayo de 1862 ("Cinco de Mayo"), retrasando su marcha hacia la capital durante un año. El ejército imperial francés y mexicano capturó gran parte del territorio mexicano, incluidas las principales ciudades, pero la guerra de guerrillas de los republicanos siguió siendo un factor significativo y el propio Juárez nunca abandonó el territorio nacional. La intervención consumía cada vez más tropas y dinero en un momento en que la reciente victoria prusiana sobre Austria inclinaba a Francia a dar mayor prioridad militar a los asuntos europeos. Los liberales tampoco perdieron nunca el reconocimiento oficial de los Estados Unidos de América a pesar de su continua guerra civil, y tras la derrota y rendición de los Estados Confederados de América en abril de 1865, el país reunificado comenzó a proporcionar apoyo material a los republicanos. 
Invocando la Doctrina Monroe, el gobierno estadounidense afirmó que no toleraría una presencia francesa duradera en el continente. Ante una creciente combinación de descontento político interno, presión diplomática y la creciente amenaza militar de Prusia en las fronteras de la propia Francia metropolitana, las unidades francesas en México comenzaron a desplegarse en Europa en 1866. Sin un apoyo francés sustancial, el Segundo Imperio Mexicano se derrumbó en 1867. Maximiliano y los dos generales conservadores Miguel Miramón y Tomás Mejía fueron ejecutados por un pelotón de fusilamiento el 19 de junio de 1867, poniendo fin a este período de la historia mexicana.

## Antecedentes
Ciertas disputas con el clero, así como con los diplomáticos de España en México, habían iniciado una cadena de intranquilidades entre México y varios países europeos. Además, las complicaciones económicas causadas por la guerra de Reforma y la Revolución de Ayutla, a pesar de las medidas tomadas por el gobierno para reducir los costos de la guerra (por ejemplo la reducción de las fuerzas militares), forzaron al gobierno a suspender la liquidación de las deudas externas por un periodo de dos años.
España, Reino Unido y Francia formaron una alianza tripartita en octubre de 1861, con el propósito de protestar conjuntamente contra las políticas económicas mexicanas; exigieron el pago de la deuda, aunque, aparentemente, sin la intención de intervenir en los conflictos internos de México. Para presionar al gobierno mexicano enviaron una expedición armada que arribó a Veracruz en enero de 1862.
El ministro mexicano de Relaciones Exteriores Manuel Doblado notificó al general español Juan Prim, a cargo del movimiento tripartita, de las complicaciones económicas del país y logró persuadirlo de que la suspensión de las deudas era algo transitorio. Para los gobiernos de España y Gran Bretaña esta explicación fue suficiente y zarparon de Veracruz una vez concluidas las conferencias diplomáticas del Tratado de La Soledad.
Sin embargo, las tropas francesas se negaron a retirarse, pues Napoleón III tenía intenciones de establecer un Imperio colonial en América e instaurar una monarquía en México desde la que planeaba apoyar a los confederados en la guerra civil estadounidense y disminuir drásticamente el poder de Estados Unidos en la región. Estados Unidos protestó oficialmente por el apoyo de Austria el 6 de mayo.
A su vez, la emperatriz francesa, Eugenia de Montijo (mujer muy influyente en Napoleón III), concibió la aventura mexicana como una revancha contra los perjuicios que recibió el Catolicismo político por la Unificación italiana (el fracaso francés en defender la soberanía de los Estados Papales), pues se percibió la idea de fundar el imperio mexicano como un plan para devolverle a la Iglesia católica un bastión importantísimo en la Geopolítica y las Relaciones Internacionales a nivel global.

## La Reforma Liberal
Después de la guerra contra los Estados Unidos surgieron por fin dos partidos políticos con proyectos de nación claros, pero antagónicos. Por un lado Lucas Alaman fundó el Partido Conservador, cuyo programa recogía el principio centralista de la preeminencia del poder central sobre las regiones para lograr la estabilidad del país, a la vez que proponía el gobierno de las clases propietarias, la preservación de los privilegios de la Iglesia católica y del ejército por ser, respectivamente, el vínculo de unión más poderoso entre los mexicanos y una garantía de seguridad nacional, y el desarrollo y modernización de la economía apoyada en una política proteccionista. 
Por el otro lado estaba el Partido Liberal, que proponía un sistema federalista y democrático, la creación de una sociedad moderna sin clases privilegiadas y una economía basada en los principios del liberalismo económico.
Ambos proyectos al ser mutuamente excluyentes, entraron en conflicto y llevaron a dos guerras civiles en la década de 1850: la Revolución de Ayutla y la guerra de Reforma (1857-1860).

## Intervención extranjera

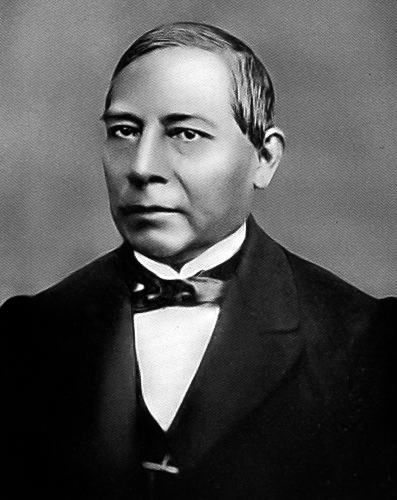
Benito Juárez, líder liberal y presidente de la República.

### La alianza tripartita y el desembarco en Veracruz
A raíz de la suspensión de pagos España, Francia e Inglaterra encontraron el pretexto idóneo para intervenir en el gobierno mexicano. El 31 de octubre de 1861, en Londres, las tres naciones suscribieron un convenio por el cual adoptaron las medidas necesarias para enviar a las costas de México fuerzas combinadas de mar y tierra. La intervención tenía el objetivo de cobrar deudas acumuladas desde tiempo atrás y, si bien las demandas no resultaban extrañas, su cumplimiento era difícil en las circunstancias de la República. Sin embargo, el gobierno juarista se vio obligado a dar una respuesta. Reconoció la situación ruinosa del erario y, al mismo tiempo, advirtió los esfuerzos que mantendría para enfrentar dignamente las reclamaciones.

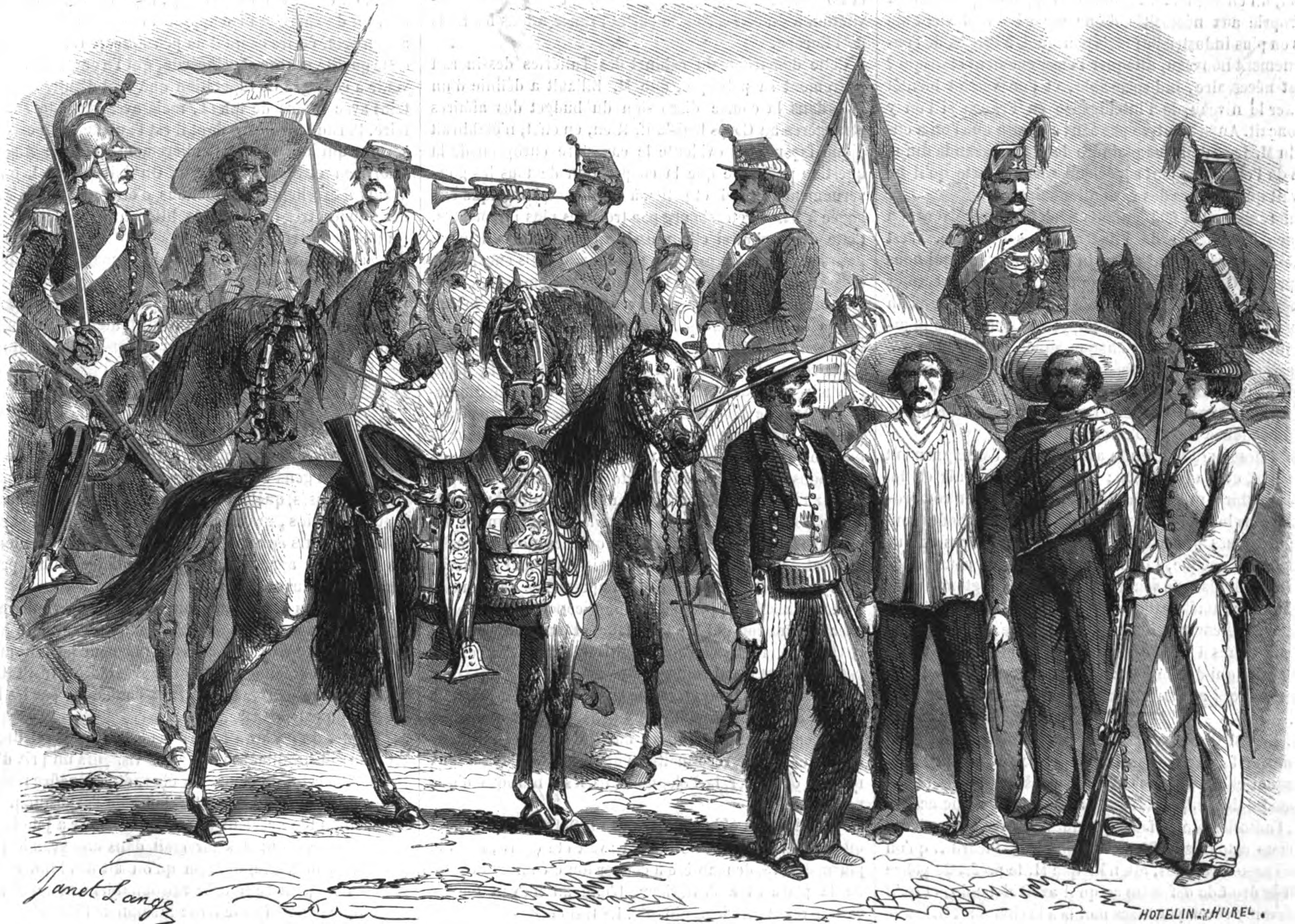
Soldados del Ejército Mexicano.

A pesar de la buena voluntad mostrada, algunas tropas españolas arribaron, en diciembre, al puerto de Veracruz. La fuerza española, se componía de 6320 hombres bajo el mando de los generales Joaquín Gutiérrez de Rubalcava y Manuel Gasset y llegaron a México a bordo de 19 buques militares,  con un total de 308 cañones y 4314 tripulantes, en las fragatas de hélice Lealtad, Princesa de Asturias, Concepción, Berenguela, Petronila, Blanca, los vapores de ruedas Francisco de Asís, Isabel la Católica, Blasco de Garay, Pizarro, Guadalquivir, Velasco, Ferrol, San Quintin, Álava y número 3, las urcas Santa María y Marigalante y la corbeta Colón.
Además de 10 buques de transporte con 308 tripulantes, los vapores de ruedas Pájaro del Océano, Cubano, Cuba, Maisi y Cárdenas, las fragatas de transporte a vapor, Favorita, Sunrise, Teresa Palma y Paquita.
En enero de 1862 ejércitos de las tres potencias europeas desembarcaron en territorio mexicano. Al menos una de ellas arribó con planes imperialistas promovidos por mexicanos, quienes ante el virtual fracaso del partido reaccionario, volcaron los ojos hacia Europa en un afán último por conservar sus privilegios e imponer un gobierno netamente conservador. En 1860-1861, una comisión encabezada por José María Gutiérrez de Estrada, José Manuel Hidalgo y Esnaurrízar y Juan Nepomuceno Almonte persuadiría al gobierno de Napoleón III de apoyar una nueva intervención en México que llevara a implantar una monarquía constitucional. Una vez que se contó con su apoyo, se decidió que el candidato ideal era Maximiliano de Habsburgo, quien, después de poner varias condiciones y reflexionar largamente sobre de ello, aceptó el ofrecimiento que se le hacía.

### Negociación de Los Preliminares de La Soledad
Ante tal panorama, el presidente se vio en la necesidad de llamar a los mexicanos a unirse en contra de los invasores, pero el Congreso, que se distinguió por una actitud antijuarista, frenó muchas de las iniciativas presidenciales. Tan fuerte era la oposición en la Cámara que 51 diputados suscribieron una petición formal para destituir a Juárez por incapaz; sin embargo, 52 diputados votaron a su favor, salvando su permanencia en el poder por un solo voto. El presidente se esforzó por llevar al cabo un arreglo de corte diplomático ante el ultimátum de la alianza tripartita. 
El ministro de Relaciones Exteriores, Manuel Doblado, inició un intercambio de notas con los gobiernos demandantes. Ante lo apremiante de la situación, el Congreso debió facultar al gobierno para tomar todas las providencias convenientes con el fin de salvar la independencia, defender la integridad del territorio así como la forma de gobierno prescrita en la Constitución y las Leyes de Reforma.
El gobierno mexicano logró llegar a un acuerdo con el representante español y suscribir el texto conocido como «Los Preliminares de La Soledad». Dicho documento fue aceptado por los británicos pero no así por los franceses, quienes, con este hecho, demostraron sus intereses intervencionistas.

### La batalla de Puebla y la llegada a la capital

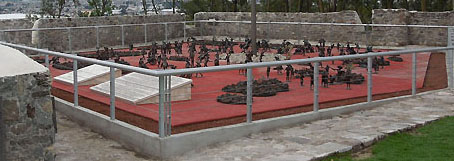
Maqueta de la batalla de Puebla del 5 de mayo de 1862, con más de 200 esculturas entre personajes, caballos, cañones y otros. Obra del escultor Miguel Michel.

El 9 de abril de 1862, las potencias suspendieron los acuerdos de la Convención de Londres, por lo que las tropas españolas e inglesas se retiraron del país. Mientras tanto, Almonte, que al amparo de las fuerzas francesas había llegado a México, tomó el mando del gobierno que defendía la intervención y organizó un gabinete con miembros del partido conservador, al tiempo que el ejército invasor emprendía la marcha hacia el altiplano con el fin de apoderarse de la capital e impresionar a los mexicanos con las fuerzas que mandaba. Si bien es cierto que la primera sorpresa se la llevarían ellos al ser derrotados por el ejército mexicano encabezado por Ignacio Zaragoza en la célebre batalla de Puebla del 5 de mayo de 1862, la llegada de refuerzos y de un nuevo dirigente francés para la lucha, el general Federico Forey, daría a la larga la posibilidad al ejército invasor de llegar hasta la capital en 1863.

## La invasión de México

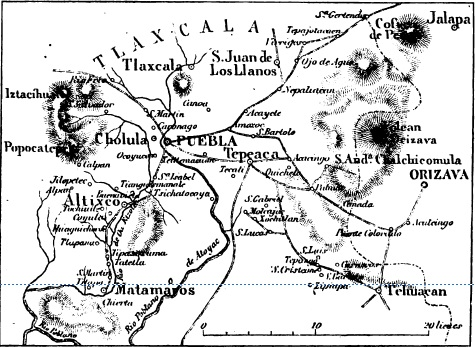
Mapa del teatro de la guerra en México.

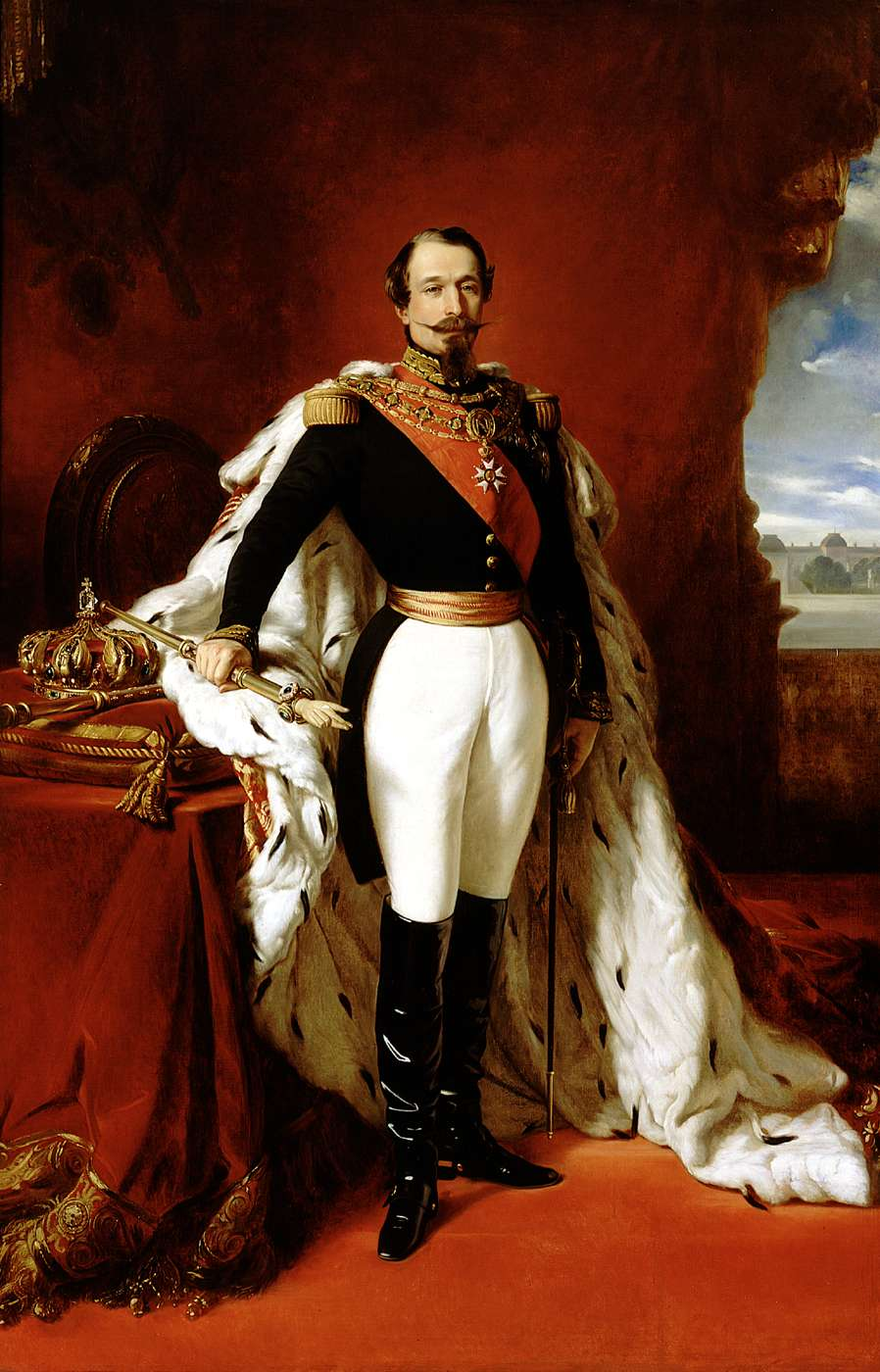
Napoleón III.

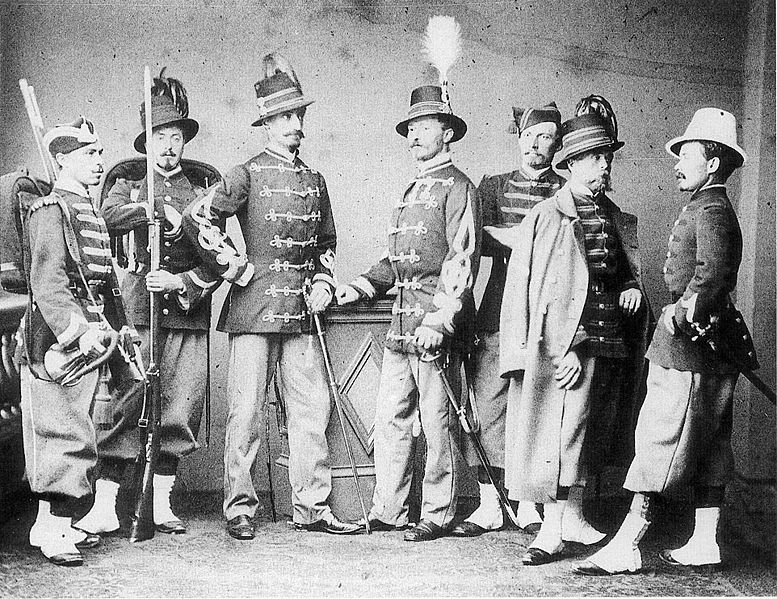
Legión Belga

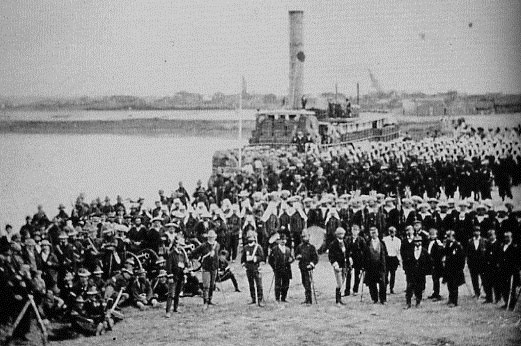
Tropas austriacas con imperiales, a orillas del Río Bravo.1866

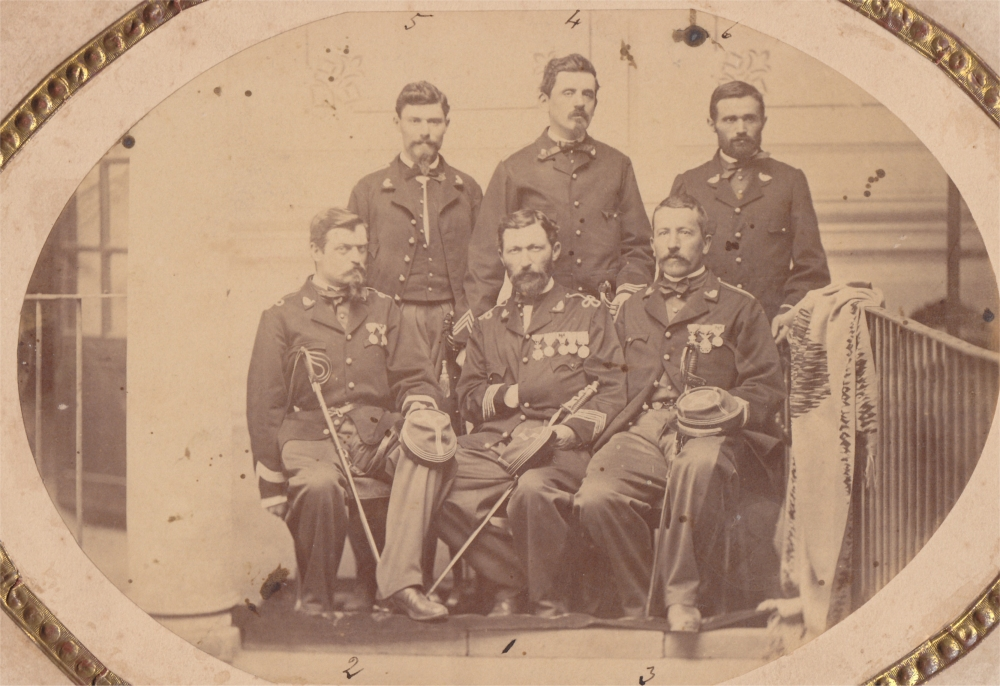
Soldados extranjeros del Batallón de cazadores.

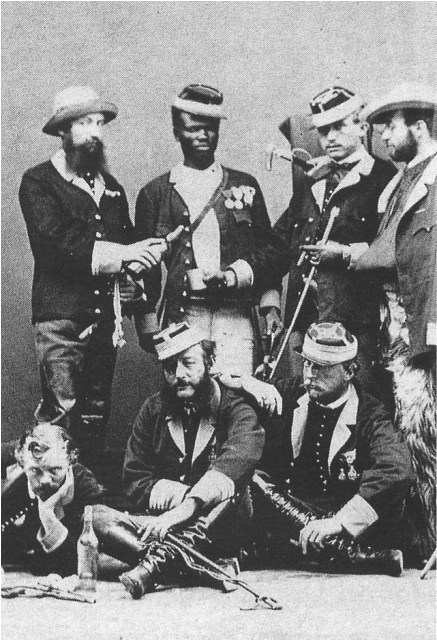
Militares contra-guerrilla.

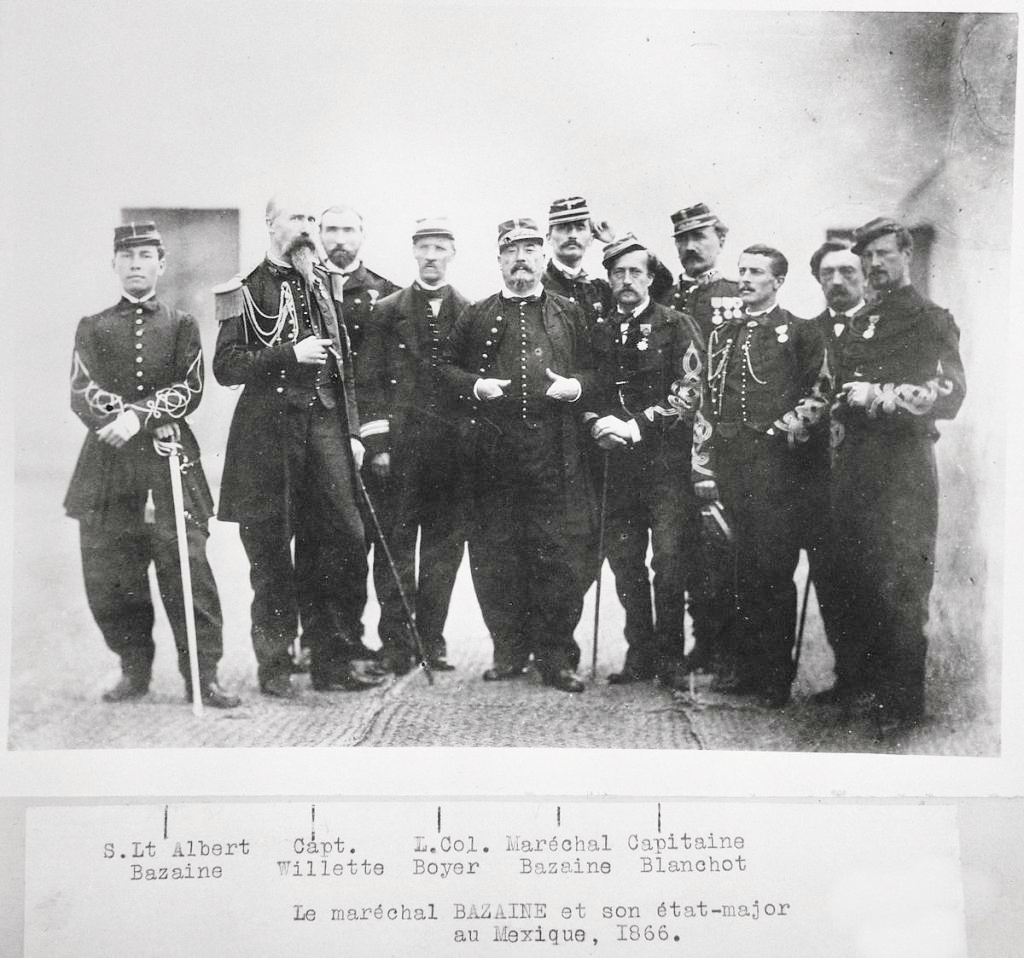
El mariscal Bazaine con su Estado Mayor, México 1866.

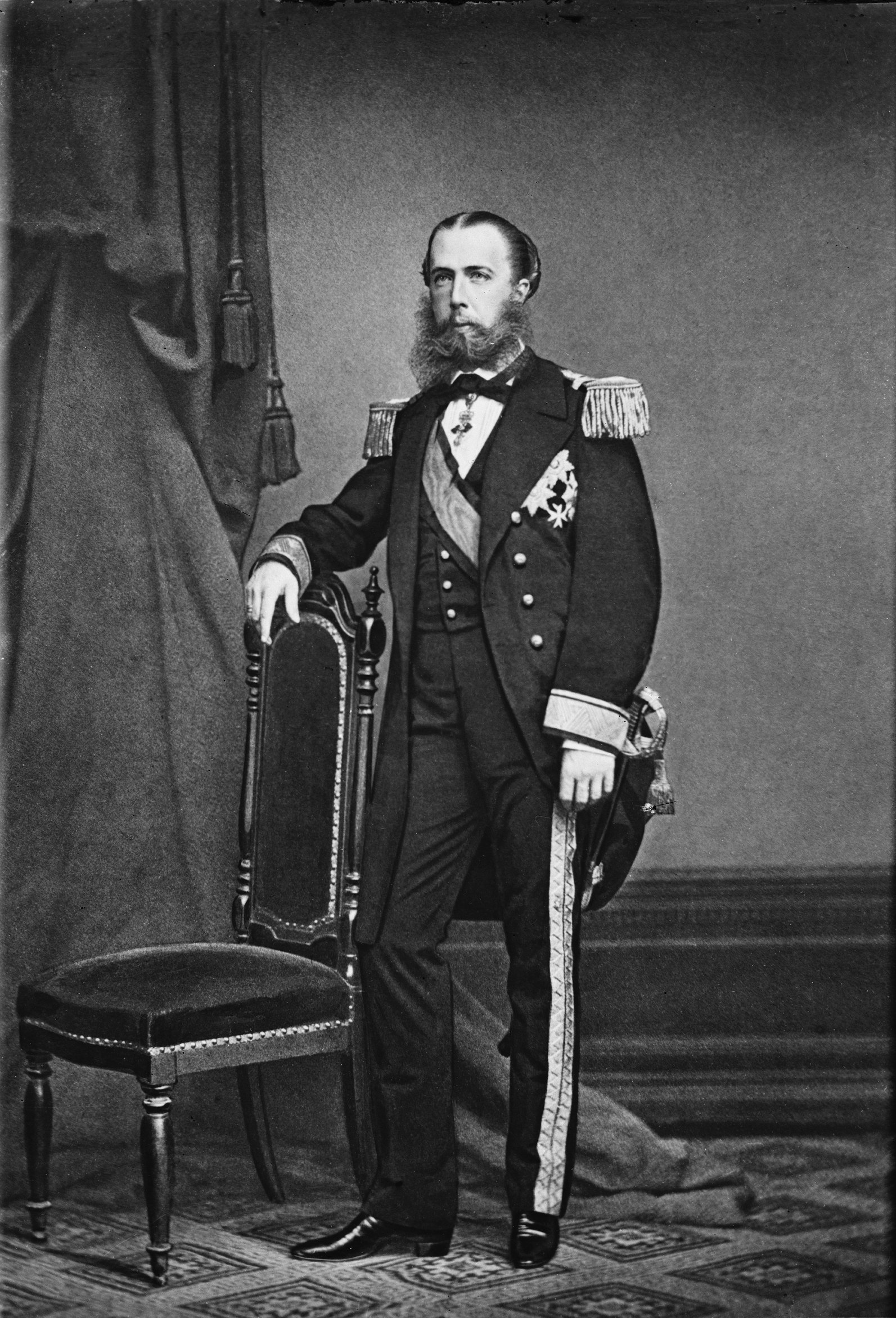
Maximiliano I, emperador de México.

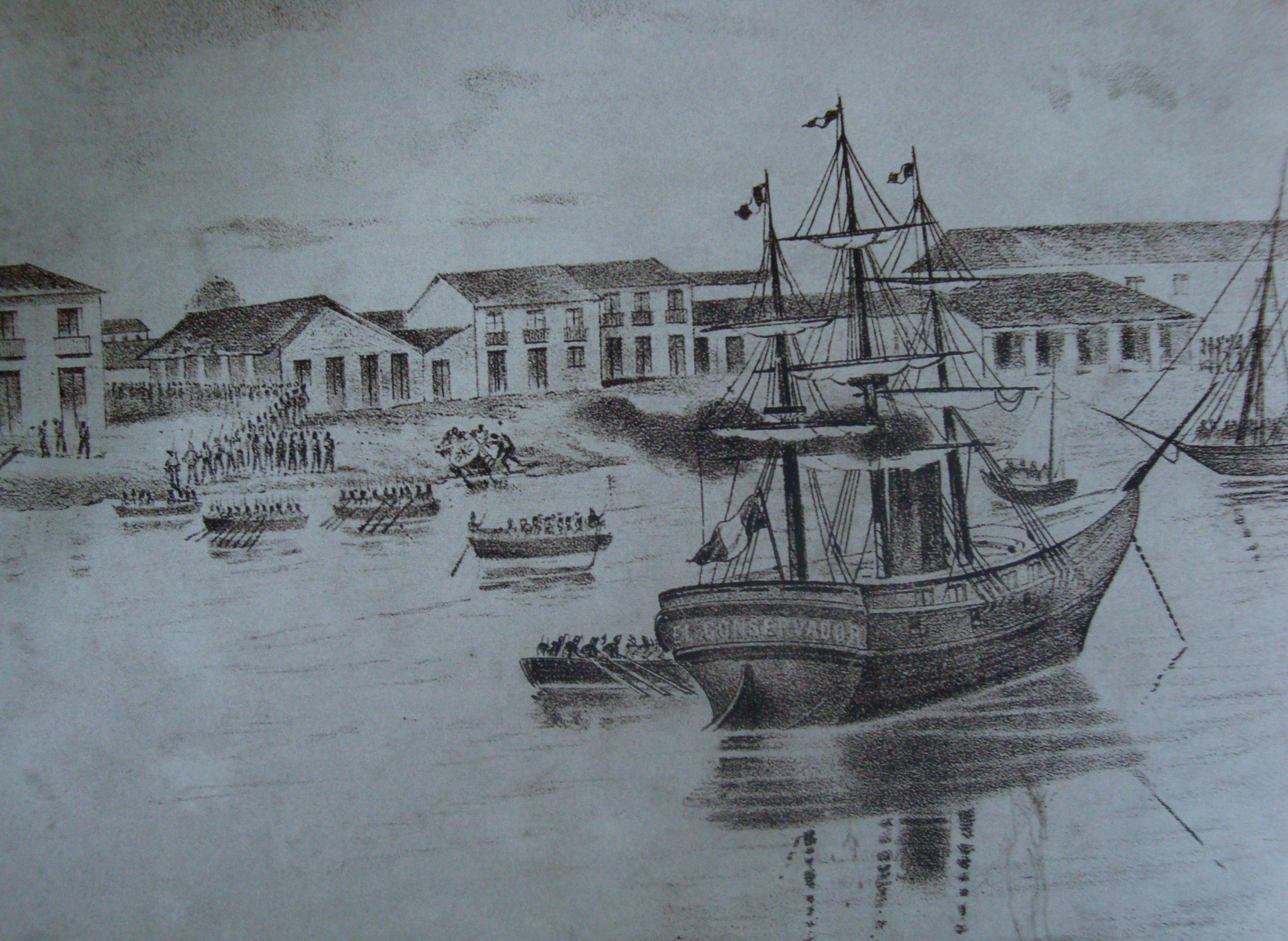
Retirada de las tropas invasoras francesas de San Juan Bautista, capital de Tabasco, después de la derrota en la batalla del 27 de febrero de 1864.

Francia envió cerca de 6000 hombres bajo el mando de Charles Ferdinand Latrille, conde de Lorencez, quienes llegaron a Veracruz el 6 de marzo de 1862. Entretanto, los soberanos de España y Gran Bretaña disolvieron la alianza tripartita, agraviados por la diligencia de Francia, y se dispusieron a arreglar sus asuntos con México individualmente.
Las tropas francesas se dirigían hacia la capital; Lorencez marchó hacia Orizaba, donde recibió refuerzos de L'Herillier y Gambier.
Las tropas republicanas, bajo el mando de Ignacio Zaragoza, intentaron cortar a los franceses el camino a México cerca de las cumbres de Acultzingo, aunque fue inútil. Zaragoza procedió a congregar sus fuerzas alrededor de Puebla; la victoria de los republicanos en la batalla de Puebla, ocurrida el 5 de mayo de 1862, proporcionó optimismo y confianza, lo cual incrementó la moral del pueblo mexicano. Juárez, entonces, aprovechó el tiempo para preparar la defensa; se levantaron trincheras y se reunieron recursos para sostener un posible sitio a Puebla. Francia envío refuerzos de 30 000 soldados bajo el mando del general Forey.
Al año siguiente,1863, el ejército francés invadió Tabasco, al mando de Eduardo Gonzáles Arévalo, el 21 de febrero tomaron Jonuta y el 15 de marzo el puerto de Frontera. El 16 de marzo Forey comenzó nuevamente el sitio de Puebla; la ciudad resistió numerosos días, pero finalmente, después de haber sido destruidos los fuertes de Santa Inés y San Javier, sucumbió a las tropas francesas. El sitio llegó a su fin el 17 de mayo, cuando Forey ocupó la plaza central, aunque no entró en la ciudad hasta el 19 de mayo. Los generales González Ortega, Escobedo y Negrete fueron enviados prisioneros a Francia, pero lograron escapar en el trayecto.
Después de la caída de Puebla, Juárez ordenó llevarse los archivos del Gobierno, a fin de facilitar la marcha de los negocios públicos dondequiera que se estableciese la capital provisional. Era conveniente crear la impresión de una retirada estratégica, no de una fuga. La caravana de la República abandonó la Ciudad de México a fines de mayo de 1863. Al frente marchaba una descubierta de caballejos y tras ella un carruaje cenizo que ocupaban Juárez y su familia, y que rodaba lentamente para no incomodar a Margarita, embarazada otra vez. En seguida venían los coches de los miembros del gabinete y de los amigos de siempre, como el administrador de Correos Guillermo Prieto y el diputado y magistrado de la Suprema Corte Manuel Ruiz, con varias docenas de colegas legisladores y magistrados; cientos de burócratas anónimos deseosos de hacer méritos, y al final un piquete de infantería de medio centenar de hombres y una infinidad de soldaderas con sus niños.
Se viajaba por igual a caballo, a lomo de mula o en carruajes y carromatos colmados de colchones, sillas, mesas y hasta pericos. "Desde lejos la caravana parecía una culebra que se arrastraba por los caminos, ascendía por los cerros, vadeaba arroyos y levantaba enormes nubes de polvo a su paso. Era aquel un colorido conjunto en el que refulgían el rojo vivo de las mantas, el rojo terroso de algunos coches, el rojizo oscuro de los caballos, el mate de las armas, el blanco de las bufandas, el gris de los sombreros y el azul de los soldados que alcanzaron uniforme", escribió un periodista [cita requerida].
En pocos días avanzaron 300 kilómetros para llegar a Dolores Hidalgo. Por ser la cuna de la independencia, el poblado parecía ideal para instalar allí el Gobierno, máxime cuando el gobernador de Guanajuato, Manuel Doblado, conservaba intacta su Guardia Nacional de 5000 hombres. Pero el general conservador Tomás Mejía merodeaba por la región, y hubo que continuar hacia el norte otras decenas de kilómetros, hasta San Luis Potosí.
La caravana empezó a entrar en San Luis Potosí el 9 de junio, sin encontrar oposición. Más aún, el acosado gobernador sustituto entregó feliz a Juárez el soberbio edificio del Gobierno Estatal —donde había magníficas habitaciones destinadas al gobernador y su familia— y trasladó los poderes locales al ex palacio del obispado. Mientras tanto, el 10 de junio, las tropas francesas hicieron su entrada triunfal en la Ciudad de México, donde el general Forey constituyó el gobierno de ocupación. Juárez, pronosticando la victoria, organizaba la resistencia, y los estados norteños se aprestaban para la guerra.
Mientras tanto en Tabasco, las tropas francesas, después de un bombardeo tomaban la capital del estado San Juan Bautista el 18 de junio de ese mismo año, y el intervencionista Eduardo González Arévalo se autonombraba Gobernador de Tabasco.
Forey regresó a Francia para recibir el título de Mariscal, y en su lugar asumió el cargo François Achille Bazaine. El ejército francés superaba ya los 45 000 hombres, y sumado a los territorios previamente conquistados, ya ocupaba Tlaxcala, Toluca y, muy pronto, Querétaro. El 9 de noviembre partió Bazaine, acompañado de su áscar, hacia el norte; encontraron poca resistencia, lo cual les ocasionó pocas pérdidas al ocupar las principales poblaciones del país. El general imperial Márquez capturó San Luis Potosí, solo días después de que Juárez trasladara su gobierno a Saltillo.
Los republicanos resistieron el avance francés en varias partes del país empleando básicamente las técnicas de guerrilla; en Tabasco, las fuerzas republicanas frenaron a los franceses al derrotarlos en la Batalla de El Jahuactal el 1 de noviembre de 1863, la ciudad de Tampico había sido bloqueada por guerrilleros y, en el sur, Porfirio Díaz, al mando de 4000 soldados, obstaculizaba el paso desde México hacia Veracruz. A pesar de ello no pudo impedirse el avance francés, que ocupó en 1864 Guadalajara, Aguascalientes y Zacatecas.
Los generales republicanos suplicaban a Juárez que renunciara a su cargo para, de esa manera, poner fin a la guerra de intervención francesa. Entre ellos destacaban los generales Manuel Doblado y Jesús González Ortega, así como Santiago Vidaurri, gobernador de Nuevo León y Coahuila. Este último se unió al bando imperial a causa de graves diferencias entre él y Juárez. Entretanto, Benito Juárez, debido a la reducción del territorio republicano, se vio forzado a trasladar nuevamente su capital a Monterrey.
Sin embargo, las fuerzas federales tabasqueñas al mando del coronel Gregorio Méndez Magaña, lograrían propinar un duro golpe a las aspiraciones intervencionistas francesas, al derrotarlos en la memorable toma de San Juan Bautista el 27 de febrero de 1864, recuperando la capital del estado San Juan Bautista, cubriendo de gloria a las armas nacionales y dándoles nuevos bríos para continuar la lucha.
Debido a los problemas internos y externos de Napoleón III (La victoria Prusiana en Sadowa, la caída del Ejército de Virginia del Norte, el Telegrama de Ems, la presión del legislativo para liberalizar el Imperio francés) sobrevino un cambio en el panorama para los republicanos. Las tentativas por parte de Francia de retirar sus tropas, finalmente se materializaron a principios del año 1866, lo que inició el avance republicano hacia el centro del país, puesto que el Ejército imperial no contaba con las tropas necesarias para contener su avance. En 1867 Maximiliano I de México reorganizó el Ejército imperial, designando a los generales conservadores para altos puestos militares. El mando recayó en los generales Miguel Miramón, Tomás Mejía y Manuel Ramírez de Arellano. Sin embargo, al acercarse las tropas republicanas a México, Maximiliano se trasladó a Querétaro para continuar la lucha.

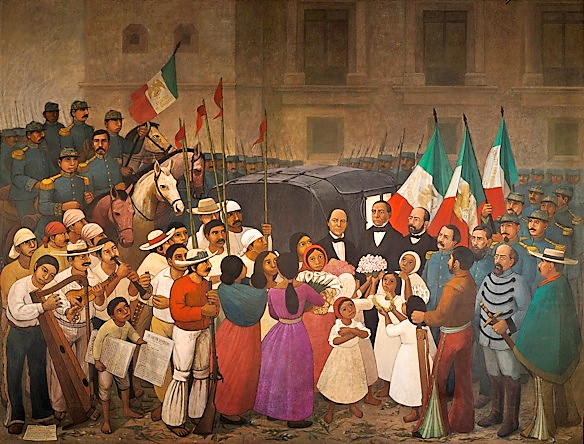
Entrada Triunfal de Benito Juárez a la Ciudad de México. Mural de Antonio González Orozco en el Museo Nacional de Historia, Castillo de Chapultepec para conmemorar el 15 de julio de 1967

A partir del 6 de marzo de 1867 el general Mariano Escobedo sitió la ciudad de Querétaro; mientras tanto, el general Porfirio Díaz sitiaba la Ciudad de México, impidiendo a Márquez y Vidaurri reforzar a las tropas imperiales en Querétaro. Después de 71 días de resistencia, Querétaro cayó en manos de Escobedo por una traición, y el 19 de junio fueron fusilados, en el cerro de las Campanas, los generales Tomás Mejía y Miguel Miramón, junto con Maximiliano I. Juárez entró en la capital del país el 15 de julio de 1867; había triunfado la República.[cita requerida]
Buques de guerra de Francia.
El Ejército francés, para poder invadir los puertos del Pacífico mexicano, se apoyó al menos de los siguientes buques de guerra:
- Victoire
- La Bayonnaise. Inició la intervención en Mazatlán, bloqueando el puerto en 1862.
- Rhin. Considerado uno de los buques de guerra más modernos por utilizar hélices.
- D´Assas
- Diamante
- Lucifer
- Cordelière. En las aguas de Mazatlán sostuvo un combate contra las fuerzas del coronel Gaspar Sánchez Ochoa.
- Marie
- Talismán

## Fuerzas de la intervención

Desarrollo de las intervenciones francesas en México.

Consciente de que la empresa de crear una monarquía en México exigiría más tiempo y recursos, Napoleón preparó una nueva expedición militar, esta vez compuesta por más de treinta mil hombres al mando del general Elie Fréderic Forey, que llegó a Veracruz en septiembre de 1862. Lorencez fue destituido y Forey comenzó a preparar un nuevo ataque contra la ciudad de Puebla. No fue hasta el 16 de marzo de 1863 cuando el nuevo Ejército francés inició los preparativos para establecer un asedio formal.
Debido a que Zaragoza había muerto en septiembre, de tifo, fue nombrado comandante del Ejército de Oriente el general Jesús González Ortega, quien después de resistir valerosamente durante dos meses el cerco de los franceses, tuvo que rendirse el 17 de mayo y entregar la plaza. El sitio y la caída de Puebla determinó la destrucción del Ejército mexicano y que la capital de la República quedara a merced del invasor. Ante ello, el presidente Juárez decidió huir hacia San Luis Potosí, no sin antes declarar que los poderes nacionales y el Gobierno marcharían junto con él y su gabinete.
A su vez, para reforzar la intervención y asegurar la defensa del Imperio Mexicano, Napoleón III iniciaría una intensa labor diplomática para recibir apoyo de los aliados de Francia durante la época, de la cual se sumarían también aliados particulares de la Casa de Habsburgo y la Casa de Bélgica en apoyo personal a Maximiliano y Carlota. Entre los gobiernos que respondieron, fueron: el Imperio austríaco, Bélgica, el Imperio otomano y el Gobierno Nacional polaco (este último no reconocido de manera internacional por los aliados del Imperio ruso). Así, la primera ayuda en arribar fue la del Cuerpo Auxiliar Egipcio en enero de 1863 (la cual incluía tropas de Sudán), posteriormente la Legión Belga en octubre de 1864, de ahí le siguió el Cuerpo Voluntario Austriaco en diciembre de 1864 (el cual incluía tropas del Reino de Hungría y el Reino de Galicia-Lodomeria), además de una Legión Polaca voluntaria (escapando de la represión del Levantamiento de Enero). A su vez, hubieron voluntarios de los Estados Confederados de América que buscaban una alianza con Maximiliano contra la Unión Estadounidense (favorecida por Benito Juárez). Además, se trajeron tropas coloniales de la Argelia francesa y Senegal francés (incluyendo Tribus bereberes musulmanes reclutados por todo el Magreb) y de las Antillas francesas (mayormente de Martinica y Guadalupe) para reforzar al ejército francés. Por otra parte, la Legión Extranjera Francesa sería invitada y resaltaría en la Batalla de Camarón. Se sabe que un súbdito del Principado de Rumania (nominalmente un vasallo otomano), el Capitán Yarka, se unió a la expedición francesa y llegó junto al Cuerpo Egipcio en 1863.

## Juárez y la huida de su gobierno

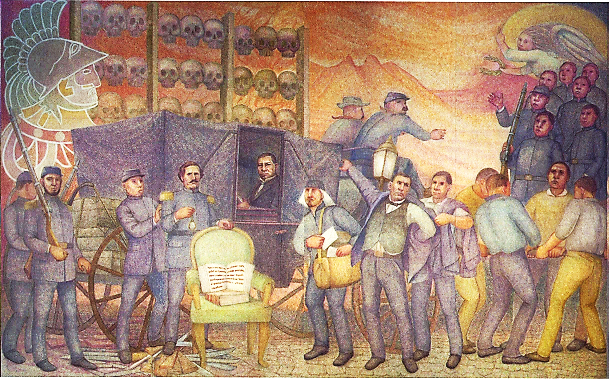
Mural: La República Peregrina (fragmento) Autor: Antonio González Orozco. Mural inaugurado en Hidalgo del Parral en 2016 para conmemorar el 150 aniversario del paso de Juárez por Chihuahua, con motivo de la Intervención Francesa.

El 31 de mayo, ante la inminencia de la llegada de las tropas francesas, Juárez y su gabinete abandonaron la capital. Ese mismo día el Congreso le dio al presidente un nuevo voto de confianza, cerró sus sesiones y se disolvió. Sin embargo, varios diputados, entre ellos el presidente en turno de la Cámara, Sebastián Lerdo de Tejada, decidieron acompañar al presidente en su peregrinación hacia el norte. 
En primera instancia, Juárez, su gabinete y la diputación permanente se dirigieron a San Luis Potosí, donde se establecieron los poderes de la nación; después, el Gobierno de la República itinerante iniciaría su largo andar por diversas partes del país, manteniéndose a pesar de mil vicisitudes como el máximo órgano de representación mexicano durante todo el tiempo que duraría la intervención francesa y el imperio de Maximiliano.
Las facultades extraordinarias concedidas a Juárez por el Congreso, al inicio de la contienda, le permitieron mantenerse en el ejecutivo incluso después de haber terminado su periodo legal, en noviembre de 1865. Decidió prolongar su mandato más allá de esta fecha aduciendo las graves circunstancias por las que atravesaba la nación y con el fin de evitar el desmembramiento del grupo liberal en un momento tan crítico.

## Conclusiones

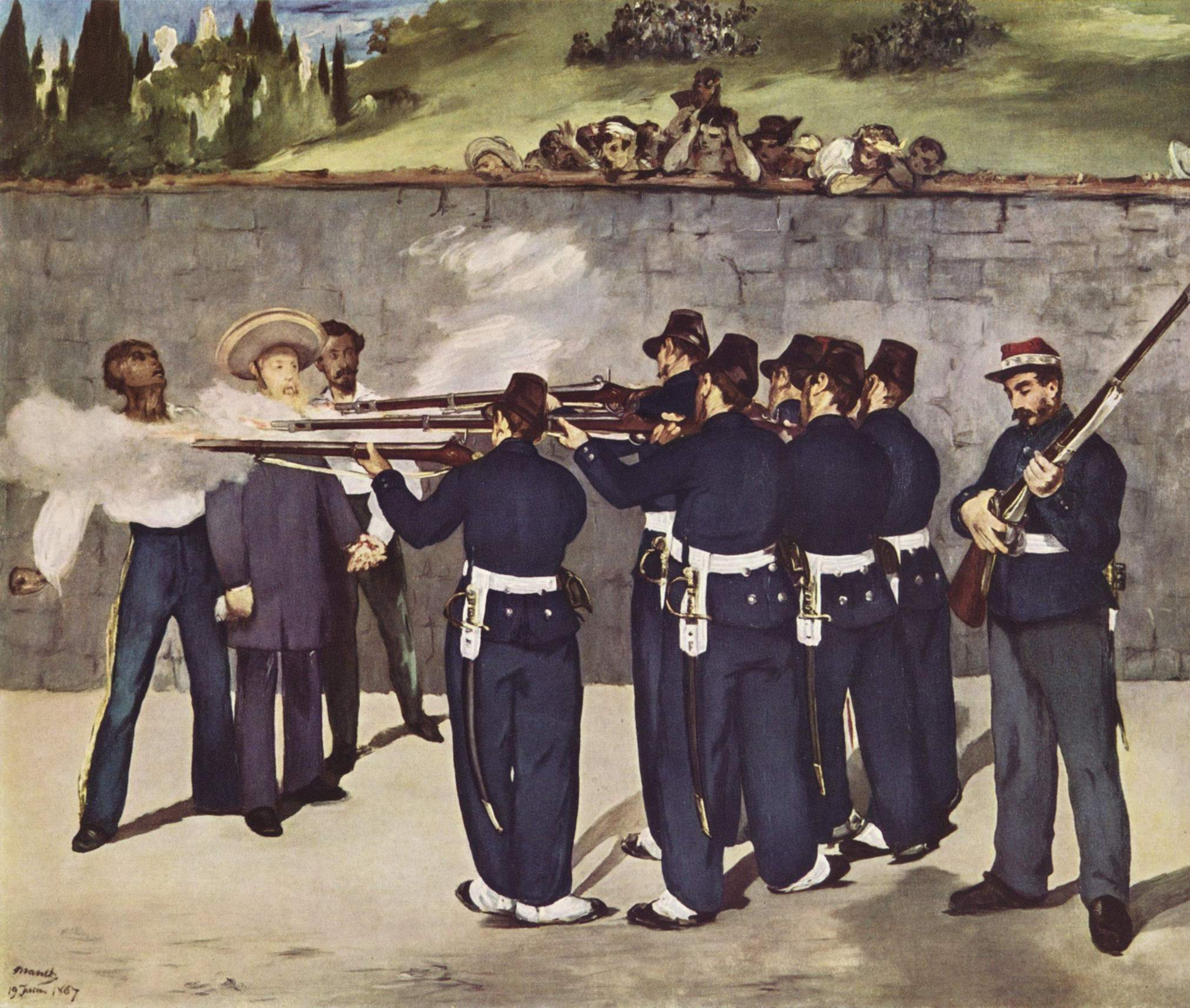
El fusilamiento de Maximiliano de Manet, que retrata la ejecución del emperador, Miguel Miramón y Tomás Mejía.

La invasión francesa de México fue un intento de Napoleón III de revivir el Imperio francés, así como de prevenir el crecimiento de los Estados Unidos a través de alguna anexión de territorio mexicano. Fue devastadora para México, ya que solo ayudó a incrementar el periodo de inestabilidad y agitación durante parte del siglo XIX. Además incrementó la deuda externa y creó una disrupción en la producción agrícola e industrial.
La caída del imperio de Fernando Maximiliano de Habsburgo es atribuida principalmente a la retirada de las tropas francesas, pero el corte liberal con el que gobernó Maximiliano fue un factor interno que también desempeñó un papel. Las medidas liberales que expidió Maximiliano, como la que instituía la educación primaria laica, gratuita e ineludible, le granjearon el rechazo de los conservadores, con los cuales compartía el gobierno, sin ganarle a cambio el favor de los liberales republicanos. Aunado a eso, la retirada de las tropas francesas en un momento crítico, cuando los republicanos seguían hostiles y sin haber llegado a un acuerdo con ellos por el cual reconocieran el Imperio, facilitó la reconquista de los territorios perdidos.
Sin embargo, la invasión francesa y la ulterior instauración de la monarquía Habsburgo fue posible más por factores externos que internos.[cita requerida] Los planes de posicionamiento francés en ultramar aprovecharon el hecho de que los Estados Unidos de América se encontraban inmersos en la guerra de Secesión, lo que garantizaba que estos no estarían en posición de apoyar a los federalistas mexicanos.
De igual modo, en el mismo tiempo se sucederían dos hechos cruciales y que serían parte de la causa de la derrota de la ocupación francesa:
1. Los federalistas de los Estados Unidos ganaron la guerra de Secesión, estando ahora sí en mejor posición para ayudar con armas y logística a Benito Juárez, quien se encontraba en ese entonces con su gobierno paralelo en Paso del Norte (hoy Ciudad Juárez) y con ello, las guerrillas mexicanas comenzarían a infligir derrotas al Ejército francés, como las batallas de Santa Gertrudis, La Carbonera, Miahuatlán y la batalla del 2 de abril, entre otras más.
2. El Imperio austriaco había perdido la guerra austro-prusiana, también conocida como la guerra de las Siete Semanas, frente a Prusia en el año anterior. Aquella guerra significó una desastrosa derrota para los austriacos, que los obligó a ceder varios territorios dentro de Europa y pagar grandes sumas de dinero como indemnizaciones de guerra; por lo que el hermano de Maximiliano, el emperador de Austria Francisco José, no estuvo en posición de ayudarle en ninguna forma posible.
3. Después de la victoria prusiana en la mencionada guerra, el canciller Otto von Bismarck se encontraba maniobrando diplomáticamente para unir al resto de los reinos y principados alemanes contra Francia. Dichas maniobras finalmente desencadenarían en la guerra franco-prusiana. Ante la amenaza germana, los franceses veían como prioridad tener a todas sus tropas listas en caso de una guerra contra los alemanes.

Con la nueva situación política europea, determinada por el ascenso de Prusia, el interés tanto de los gobiernos francés como austriaco por mantener una expedición en América menguó. Tan solo el costo que supuso a Francia el invadir México fue de 300 millones de francos, según datos oficiales de ese país.